# Décès en 1900
Décès
- 1896
- 1897
- 1898
- 1899
- 1900
- 1901
- 1902
- 1903
- 1904

Cette page dresse une liste de personnalités mortes au cours de l'année 1900.
Pour une information complémentaire, voir la page d'aide.
La liste des décès est présentée dans l'ordre chronologique.
La liste des personnes référencées dans Wikipédia est disponible dans la page de la Catégorie:Décès en 1900

## Janvier
- ? janvier : Georges de Dramard, peintre français (° 23 juin 1838).
- 7 janvier : Jean Gabriel Dufaud, médecin français, (° 9 septembre 1855).
- 11 janvier : Hippolyte Mondain, militaire français (° 11 janvier 1811).
- 15 janvier : Heinrich von Rustige, peintre allemand (° 12 avril 1810).
- 20 janvier : 
  - Florenty Pavlenkov, éditeur et philanthrope russe (° 20 octobre 1839).
  - John Ruskin, écrivain et réformateur social britannique (° 8 février 1819).
- 22 janvier :
  - Marc Chautagne, compositeur français (° 7 septembre 1825).
  - David Edward Hughes, ingénieur britannique (° 16 mai 1831).
- 23 janvier : William Blundell Spence, artiste, musicien et peintre britannique (° 13 janvier 1814).
- 24 janvier : Émerand Forestié, imprimeur et historien français (° 28 octobre 1816).
- 25 janvier : Juan Fugl, homme politique danois et argentin (° 24 octobre 1811).
- 26 janvier :
  - Agnes Börjesson, peintre suédoise (° 1er mai 1827).
  - Carl Leopold Sjöberg, compositeur, peintre et médecin suédois (° 28 mai 1861).
- 27 janvier : Édouard Riou, peintre et illustrateur français (° 2 décembre 1833).

## Février
- 11 février : Anna Deybel, chanteuse et pianiste polonaise (° 11 novembre 1818).
- 14 février : Giovanni Canestrini, naturaliste italien (° 26 décembre 1835).
- 15 février : Karl Theodor Robert Luther, astronome allemand (° 16 avril 1822).
- 16 février : Julius Schrader, peintre allemand (° 16 juin 1815).

## Mars
- 1er mars : Edvard Helsted, compositeur danois (° 8 décembre 1816).
- 6 mars :
  - Carl Bechstein, facteur de pianos allemand (° 1er juin 1826).
  - Gottlieb Daimler, constructeur automobile allemand (° 17 mars 1834).
- 8 mars : Jane Henriot, comédienne française (° 28 avril 1878).
- 18 mars : George Burritt Sennett, ornithologue américain (° 28 juillet 1840).
- 28 mars : Petrus Jacobus Joubert, général boer (° 20 janvier 1834).

## Avril
- 3 avril :
  - Joseph Bertrand, mathématicien français (° 11 mars 1822).
  - Armand Raynaud, compositeur et chef d'orchestre français (° 8 décembre 1847).
  - Helen Mabel Trevor, peintre de paysages et de genre d'Irlande du Nord (° 20 décembre 1831).
- 5 avril : Georges de Villebois-Mareuil, militaire français (° 22 mars 1847).
- 7 avril :
  - Frederic Edwin Church, peintre paysagiste américain (° 4 mai 1826).
  - Ángel Pastor, matador espagnol (° 15 juin 1850).
- 10 avril : Henri Arondel, peintre français (° 13 juin 1827).
- 11 avril : Maurice de Mirecki, pianiste, violoniste et compositeur français (° 22 septembre 1845).
- 12 avril : Paul Joseph Corta, peintre français (° 6 février 1837).
- 14 avril : Ernest Boulanger, compositeur français (° 16 septembre 1815).
- 19 avril : Alexandre Falguière, sculpteur et peintre français (° 7 septembre 1831).
- 21 avril : Alphonse Milne-Edwards, zoologiste français (° 13 octobre 1835).

## Mai
- 1er mai : Mihály Munkácsy, peintre hongrois (° 20 février 1844).
- 3 mai : Édouard Lacretelle, peintre français (° 4 juin 1817).
- 5 mai : Ivan Aïvazovski, peintre russe d'origine arménienne (° 29 juillet 1817).
- 10 mai : François Binjé, peintre belge (° 10 octobre 1835).
- 11 mai : Eugène Dufourcet, historien français (° 28 mai 1839).
- 28 mai : Louis Deffès, compositeur français (° 25 juillet 1819).

## Juin
- 2 juin : Samory Touré, souverain africain et combattant contre la colonisation française en Afrique de l'ouest (° vers 1830).
- 5 juin : Stephen Crane, écrivain américain (° 1er novembre 1871).
- 13 juin : Paul Biva, peintre et dessinateur français (° 19 septembre 1851).
- 17 juin : Theodor Christoph Schüz, peintre allemand (° 26 mars 1830).
- 26 juin : Jules Bara, homme politique belge (° 23 août 1835).
- 28 juin : Paul-Désiré Trouillebert, peintre français de l’école de Barbizon (° 1829).

## Juillet
- 3 juillet : Robert Murdoch Smith, archéologue et diplomate britannique (° 18 août 1835).
- 4 juillet : Charles R. Adams, chanteur d'opéra et professeur de chant américain (° 9 février 1834).
- 22 juillet : Anne Wang, jeune chrétienne chinoise, martyre à 14 ans, sainte (° vers 1886).
- 28 juillet : Marie Zhao Guo, laïque chrétienne chinoise, martyre et sainte (° vers 1840).
- 29 juillet : Umberto Ier, roi d'Italie (° 14 mars 1844).

## Août
- 1er août : Lagartijo (Rafael Molina Sánchez), matador espagnol (° 27 novembre 1841).
- 4 août :
  - Étienne Lenoir, ingénieur français (° 12 janvier 1822).
  - Isaac Levitan, peintre paysagiste russe (° 30 août 1860).
  - Ary Renan, peintre symboliste français (° 28 octobre 1857).
- 7 août : Wilhelm Liebknecht, socialiste allemand (° 29 mars 1826).
- 8 août : József Szlávy, homme d'État hongrois (° 23 octobre 1818).
- 12 août : Wilhelm Steinitz, premier champion du monde officiel d'échecs (° 14 mai 1836).
- 15 août : Consort Zhen, concubine de l'empereur Guangxu (° 27 février 1876).
- 16 août : Eça de Queiroz, conteur et diplomate portugais (° 1846).
- 19 août : Jean-Baptiste Accolay, compositeur et violoniste belge (° 17 avril 1833).
- 20 août : Oscar Stoumon, compositeur, critique musical, dramaturge et directeur de théâtre belge (° 20 août 1835).
- 23 août : Albert Jahn, historien et antiquaire suisse (° 9 octobre 1811).
- 25 août : Friedrich Nietzsche, philosophe allemand (° 15 octobre 1844).
- 27 août : Antoine Vollon, peintre français (° 23 avril 1833).

## Septembre
- 3 septembre : Lorenzo D. Lewelling, homme politique américain (° 21 décembre 1846).
- 4 septembre : Walter Griffiths, homme politique britannique (° 4 juillet 1867).
- 5 septembre : Arthur Sewall, homme politique américain (° 25 novembre 1835).
- 23 septembre : Arsenio Martínez Campos Antón, homme politique espagnol (° 14 décembre 1831).
- 24 septembre : Marius Perret, peintre de marine français (° 10 février 1853).
- 25 septembre : Félix-Gabriel Marchand, homme politique québécois (° 9 janvier 1832).
- 27 septembre : Jules Machard, peintre français (° 22 septembre 1839).
- 28 septembre : Amédée Ternante-Lemaire, peintre et photographe français (° 19 juillet 1821).

## Octobre
- 7 octobre : Dominguín (Domingo Del Campo y Álvarez), matador espagnol (° 12 juin 1873).
- 9 octobre : Heinrich von Herzogenberg, compositeur autrichien (° 10 juin 1843).
- 14 octobre : Albrecht De Vriendt, peintre belge (° 8 décembre 1843).
- ? octobre : Auguste Pichon, peintre néoclassique français (° 6 décembre 1805).

## Novembre
- 9 novembre : Gheorghe Panaiteanu Bardasare, peintre, graveur et dessinateur roumain (° 22 avril 1816).
- 11 novembre : Louis Hector Leroux, peintre d'histoire et portraitiste français (° 27 décembre 1829).
- 19 novembre : Émile Vernet-Lecomte, peintre orientaliste français (° 1821).
- 22 novembre :
  - Arthur Sullivan, compositeur britannique (° 13 mai 1842).
  - « Torerito » (Rafael Bejarano Carrasco), matador espagnol (° 5 décembre 1863).
- 25 novembre : Louis Léopold Ollier, chirurgien français fondateur de l'orthopédie (° 2 décembre 1830).
- 27 novembre : Anton Seitz, peintre allemand (° 23 janvier 1829).
- 30 novembre : Oscar Wilde, écrivain britannique d'origine irlandaise (° 16 octobre 1854).

## Décembre
- 2 décembre : Consalvo Carelli, peintre italien (° 29 mars 1818).
- 4 décembre : Wilhelm Leibl, peintre allemand (° 23 octobre 1844).
- 11 décembre : Baron Edmond de Sélys Longchamps, homme politique, entomologiste et ornithologue belge (° 25 mai 1813).
- 13 décembre :
  - Gabriele Carelli, peintre italien (° 1821).
  - Auguste-Joseph Herlin, peintre français (° 18 août 1815).
- 20 décembre : Florence Carpenter Ives, journaliste américaine (° 10 mars 1854.
- 29 décembre : Giovanni Battista Castagneto, peintre italo-brésilien (° 27 novembre 1851).
- 30 décembre : Jules Salles-Wagner, peintre français (° 14 juin 1814).

## Date inconnue
- Risto Čajkanović, peintre et écrivain serbe (° 1850).
- Khachig Oskanian, écrivain et journaliste arménien (° 1818).